# Burgruine Höhenstein
Die Burgruine Höhenstein ist die Ruine einer mittelalterlichen Höhenburg auf 530 m ü. NHN  bei Höhenstein, einem Gemeindeteil der Gemeinde Stallwang im Landkreis Straubing-Bogen in Bayern. Die Anlage wird als Bodendenkmal unter der Aktennummer D-2-6942-0045 mit der Beschreibung „untertägige Befunde und Funde im Bereich der hoch- und spätmittelalterlichen Burgruine Höhenstein“ geführt.

## Geschichte
Ältere Veröffentlichungen vermuten eine Gründung um 1200. Besitzer werden allerdings erst im 14. Jahrhundert genannt: Martin Zystrell 1339 und Ulrich Zystrell 1389. Später waren die Herren von Donnerstein Besitzer, 1475 ein Georg von Donnerstein zu Höhenstein. Im Löwlerkrieg wurde sie 1489 zerstört.

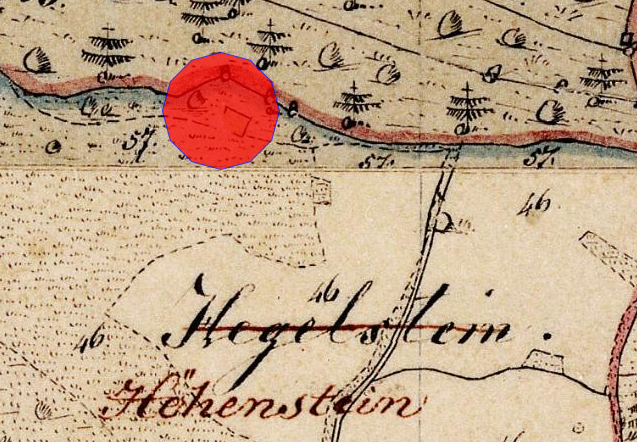
Lageplan von Burgruine Höhenstein auf dem Urkataster von Bayern

## Beschreibung
Von der Burganlage sind noch die Reste eines Wohnturms in der Nordwestecke erhalten, die als Baudenkmal mit der Denkmalnummer D-2-78-189-13 geschützt sind.